# Philippe Dupuy
Philippe Dupuy   (Sainte-Adresse, 15 de desembre de 1960) és un dibuixant i guionista de còmics francès.

## Biografia
Philippe Dupuy va estudiar a l'Escola Nacional d'Arts Decoratives. Un dels seus projectes d'estudiant, una il·lustració en primer pla d'un rinoceront amb una marca de pintallavis creada per al Zoo de París, el va fer destacar. Va publicar les seves primeres tires còmiques a la revista mensual belga Aïe el 1980.
El 1983 va conèixer Charles Berberian i va iniciar una col·laboració amb ell que es va allargar en el temps. Tenen més de 25 àlbums al seu haver i nombroses il·lustracions, signades per Dupuy-Berberian . El 1989, Le Journal d'Henriette va guanyar el premi Prix révélation al festival d'Angoulême. El 1999, Monsieur Jean va guanyar el Fauve d'or: prix du meilleur album.
Philippe Dupuy va aparèixer al curtmetratge Monde extérieur (2004) de David Rault, escrit per Michel Houellebecq i Loo Hui Phang. També va escriure i dibuixar sol, sobretot durant el "parèntesi individual» del duet el 2005, durant el qual va publicar Haunted (ed. Cornélius). Aquest àlbum tan personal va ser nominat al Premi al Millor Àlbum al Festival d'Angoulême 2006. El 2012 va crear els dibuixos per a Memories of the Missing Room, un espectacle musical del grup Moriarty dirigit per Marc Lainé.
Juntament amb Charles Berberian, Philippe Dupuy va ser guardonat amb el Gran Premi de la ciutat d'Angulema el 2008 amb motiu del 35 edició del Festival Internacional de Còmic. El 2003, també van guanyar un premi Inkpot als Estats Units.

## Filmografia
- Two-Headed (2001), curtmetratge d'animació, codirigit amb Loo Hui Phang i David Rault, distribuït per Beeld Beeld editions.